# 鲍勃·费里
罗伯特·迪安·费里（英語：Robert Dean Ferry，1937年5月31日—2021年10月27日
），美国NBA联盟前职业篮球运动员。